# 隐穗柄薹草
隐穗柄薹草（学名：Carex courtallensis）为莎草科薹草属下的一个种。分布在印度、尼泊尔、锡金、老挝、越南以及中国大陆的云南等地，生长于海拔1,300米至2,800米的地区，多生长于常绿阔叶林下，目前尚未由人工引种栽培。

## 扩展阅读
- 維基物種上的相關：隐穗柄薹草